# ديفين رينش
ديفين رينش (مواليد 18 يناير 2003) هو لاعب كرة قدم هولندي يلعب في مركز المدافع في نادي أياكس أمستردام.

## وصلات خارجية
- ديفين رينش على موقع الاتحاد الأوربي (الإنجليزية)
- ديفين رينش على موقع إي إس بي إن إف سي (الإنجليزية)
- ديفين رينش على موقع قاعدة بيانات كرة القدم.إي يو (الإنجليزية)
- ديفين رينش على موقع ليكيب (الفرنسية)
- ديفين رينش على موقع ناشيونال فوتبول تيمز (الإنجليزية)
- ديفين رينش على موقع Soccerbase.com (لاعب) (الإنجليزية)
- ديفين رينش على موقع Soccerway.com (الإنجليزية)
- ديفين رينش على موقع عالم كرة القدم.نت (الإنجليزية)